# 三星Galaxy Note 5
Samsung Galaxy Note 5 是三星電子於美国东部时间2015年8月13日，早上11时在美国纽约市林肯中心艾莉丝·塔利厅推出的搭載Android 5.1.1（Lolipop）作業系統的旗艦智慧型大螢幕手機，配有5.7吋1440×2560（515ppi）解析度的Quad-HD Super AMOLED螢幕。這台智慧型手機搭載了三星Exynos 7420 SoC，由4個ARM Cortex-A57 核心(2.1Ghz)與4個ARM Cortex-A53 核心(1.5Ghz)、Mali-T760MP8 GPU、4GB LPDDR4 RAM和32 GB（或64GB）儲存空間組成。後鏡頭具有1600畫素OIS光學防手震功能，前置則是有廣角自拍和備有美顏模式。前方Home鍵上配有指紋辨識。S Pen觸控筆也具有類似電腦滑鼠（PC Mouse-like）的多選功能，與Note 4相同。電池方面則由Galaxy Note 4 的3220mAh，降至Note 5 的3000mAh，具有閃電快充功能以及無線閃電快充功能。
Galaxy Note 5 除了採用金属邊框以外，機身跟上半年機種Galaxy S6相近，除了黑，白兩色，也推出金色及銀色。同期最大競爭對手是iPhone 6S plus、HTC One M9+、Sony Xperia Z5 Premium、LG V10和华为Mate 8。
Galaxy Note 5 的各國版本於2016年11月開始，可更新系統介面至Touchwiz Grace UX ，該系統為一開始Galaxy Note 7的操作介面，而且也添加了部分Galaxy Note 7 的功能。

## 配置
|              | Galaxy Note 4                                                                                        | Galaxy Note 5                                |
| ------------ | --- | -------------------------------------------- |
| OS           | Android 4.4.4 （可升级到Android 6.0.1）                                                              | Android 5.1.1 （可升级到Android 7.0)         |
| UI           | 三星TouchWiz                                                                                         | 三星TouchWiz （可升级到Touchwiz Grace UX）   |
| 显示屏       | 5.7英寸 2560 x 1440(2K) Quad-HD Super AMOLED                                                         | 5.7英寸 2560 x 1440(2K) Quad-HD Super AMOLED |
| 处理器       | 高通骁龙805 2.7GHz四核处理器（SM-N9100） 三星Exynos 5433/7410 1.3GHz+1.9GHz 双四核处理器（SM-N910U） | 三星Exynos 7420 1.5GHz+2.1GHz 八核处理器     |
| 图像处理器   | Adreno 420（SM-N9100），Mali-T760 MP6（SM-N910U）                                                    | Mali-T760 MP8                                |
| 储存空间     | 16/32GB eMMC 5.0                                                                                     | 32/64/128GB UFS 2.0                          |
| RAM          | 3GB LPDDR3 RAM                                                                                       | 4GB LPDDR4 RAM                               |
| 记忆卡       | 最高支援128GB                                                                                        | 不支援                                       |
| 后置摄像镜头 | 16MP CMOS （具有OIS光学防抖技术）                                                                    | 16MP CMOS （具有OIS光学防抖技术）            |
| 前置摄像镜头 | 3.7MP CMOS （具有广角自拍） 支持2K视频录制                                                           | 5.0MP CMOS （具有广角自拍） 支持2K视频录制   |
| 电池容量     | 3000mAh 雙卡版本 /3220mAh 單卡版本 （可換式，具有30分钟50%快充功能）                                 | 3000mAh （不可更換，具有快充功能）           |

## 問題
- Samsung Galaxy Note 5 的 S-Pen 倒轉插入的話， S-Pen便會被卡在筆槽之中，動彈不得，強行拔出只會損壞裡面的機件，Note 5 首度取消過去機種所具有 S-Pen 「防倒插」設計。[4]目前出廠日期較晚的批次已經解決了這個問題[5]。

## 更新後的相機功能
Galaxy Note5被強制更新至Android 6.0後，相機拍攝最低解像選擇被強制為6.0百萬(即3264x1836)，而舊有可選的最低拍攝解像度為2.4百萬(2048x1152)。 對於不能通過記憶卡擴充內存的Galaxy Note5用戶來說，拍攝照片將會令內存更不敷應用。
另外如同其他三星新手機(被強制更新至Android 6.0後的舊型號三星手機亦然)，用户想要即席檢視剛拍攝的照片，當按下「照片預览」後，除了相機所拍而來的照片外，連螢幕擷取以至內存中任何一個資料夾(包括下載、從任何即時通訊軟件收到的圖檔，以及任何自定資料夾)，即手機內存所有圖像和影像檔案均會在「相機照片預览」按圖像建立時間而被一一羅列，但此「新功能」不能關掉。相對於舊設計以至其他品牌的Android手機和功能手機，三星如此改動相機預览功能完全顛覆用戶既有使用習慣，反而為用戶造成不必要的不便和尴尬(如公事上使用手機拍照，檢閱時顯出私人照片和視頻)。